# Cladophascum gymnomitrioides
Cladophascum gymnomitrioides là một loài Rêu trong họ Dicranaceae. Loài này được (Dixon) Dixon mô tả khoa học đầu tiên năm 1926.